# 迎陽トンネル

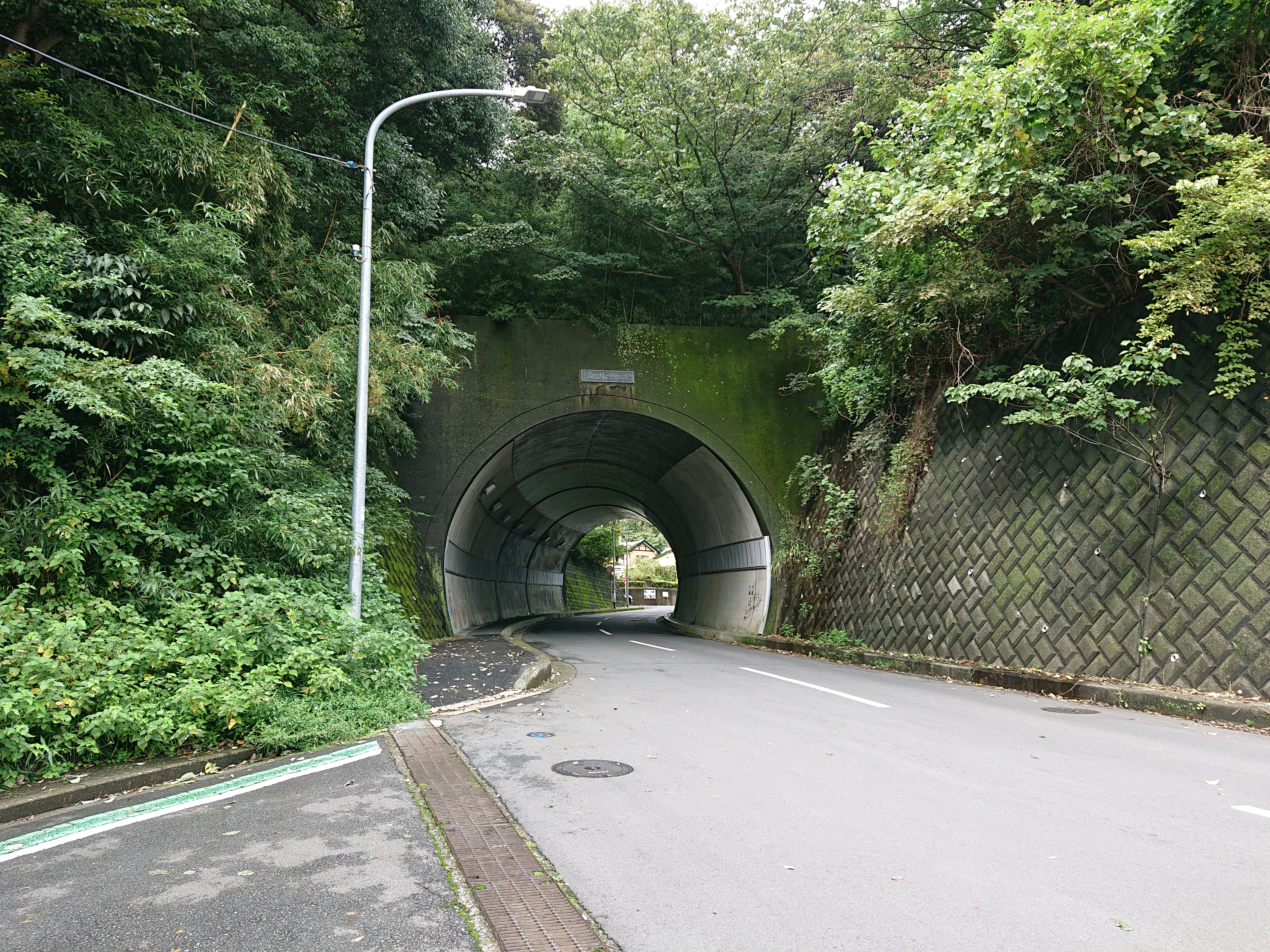
迎陽トンネル（日野南側）

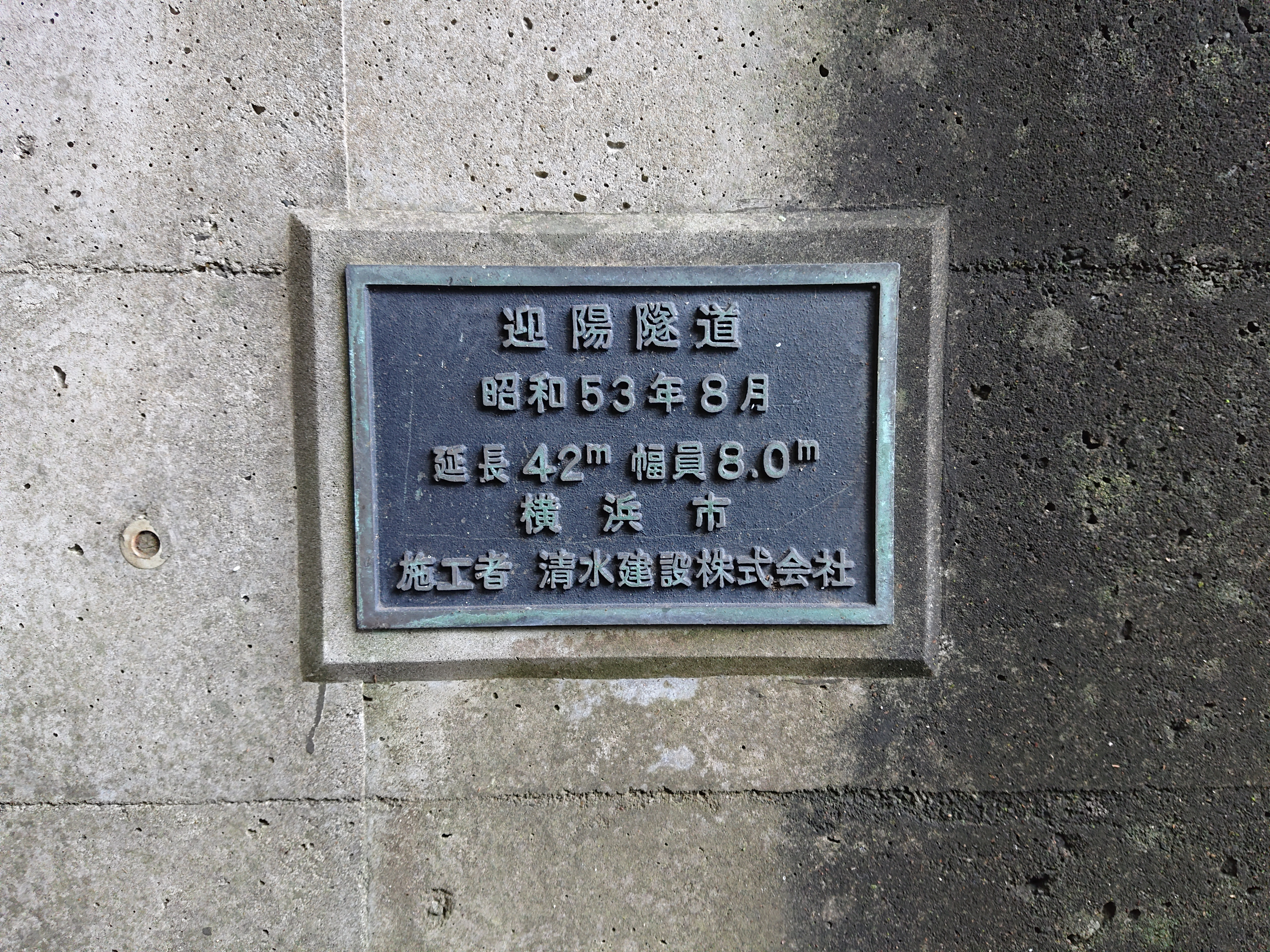
迎陽トンネル（施工版）

迎陽トンネル（げいようトンネル）は、神奈川県横浜市港南区にあるトンネル。迎陽隧道（げいようずいどう）ともいう。

## 概要
港南区の野庭町（のばちょう）と日野南（ひのみなみ）四丁目の境は、南北に走る標高80メートル級の山岳稜線に隔てられ、稜線西の野庭側は柏尾川水系の一つ平戸永谷川の支流・馬洗川の谷、対する東の日野南側は大岡川の支流・日野川の谷である。トンネル開通以前、この野庭と日野とを結ぶ道は、現在のトンネルの北東にあった山道だったが、曲がりくねる急坂道で往来は危険、降雨時には使用不能だった。
当時、野庭には「野庭炭鉱」という亜炭を採掘する炭鉱が存在したが、1908年（明治41年）、トンネル開通を望んだ野庭村民と炭鉱業者が協力して岩盤を7年かけて人力で掘削し、1915年（大正4年）に開通させた。
現在のトンネルは、1978年（昭和53年）の改修工事で幅8メートルに拡幅されたもの。